# Taiki Yamamoto
Taiki Yamamoto (jap. 山本泰輝 Yamamoto Taiki; ur. 18 października 1996) – japoński zapaśnik walczący w stylu wolnym. Zajął dziesiąte miejsce na mistrzostwach świata w 2017 roku. 
Ósmy na igrzyskach azjatyckich w 2022. Brązowy medalista mistrzostw Azji w 2017. Trzeci w Pucharze Świata w 2018. Trzeci na mistrzostwach Azji juniorów w 2014 roku.